# Chuyên Chư
Chuyên Chư (tiếng Trung: 专诸; bính âm: Zhuan Zhu, ? - 515 TCN) là một người nước Ngô sống vào cuối thời Xuân Thu tại Trung Quốc. Chuyên Chư được người đời sau biết tới trong vai trò thích khách nổi tiếng bậc nhất của thời Xuân Thu Chiến Quốc. Truyện Chuyên Chư vì Công tử Quang mà hành thích Ngô vương Liêu đã được Tư Mã Thiên ghi lại trong tác phẩm Sử ký của ông.

## Tiểu sử
Sách Sử ký ghi lại, Chuyên Chư vốn là người đất Đường ấp thuộc nước Ngô. Bấy giờ ở nước Sở có loạn, Ngũ Tử Tư phải trốn khỏi Sở để sang Ngô và biết tới tài năng của Chuyên Chư. Khi ra mắt Ngô vương Liêu để dâng kế đánh Sở, Ngũ Tử Tư thấy Công tử Quang có ý trì hoãn nên đoán biết rằng Công tử Quang muốn giải quyết nội sự trước khi tính đến việc bên ngoài. Vì vậy Ngũ Tử Tư mới tiến cử Chuyên Chư cho Công tử Quang, Chuyên Chư được công tử đãi như bậc thượng khách.
Năm 516 TCN vua Sở là Bình vương qua đời. Công tử Quang xui Ngô vương Liêu đánh Sở, thực chất muốn chia bớt vây cánh vua Ngô. Ngô vương Liêu nghe theo, bèn phái hai con là Yểm Dư và Chúc Dung mang quân đi tấn công nước Sở nhưng người Sở đã có chuẩn bị, quân Ngô bị chặn đường không thể rút về nước. Nhận thấy đây là cơ hội không thể bỏ lỡ để cướp ngôi vua, Công tử Quang bèn nhờ Chuyên Chư lập kế hành thích Ngô vương Liêu. Ngày Bính Tý tháng 4 năm 515 TCN, công tử mở tiệc rượu mời Ngô vương, Ngô vương Liêu tuy ăn tiệc ở tư dinh của Công tử Quang nhưng dàn binh dày đặc để bảo vệ. Nhưng Ngô vương Liêu không ngờ rằng Chuyên Chư đã mưu giấu cây chủy thủ trong bụng con cá rán rồi nhân lúc dâng món ăn bất ngờ lôi chủy thủ ra đâm chết Ngô vương, bản thân Chuyên Chư cũng lập tức bị thủ hạ của Ngô vương giết chết. Ngô vương Liêu chết rồi, công tử Quang lên ngôi, tức Ngô vương Hạp Lư. Hạp Lư được một số thuyết coi là một trong Ngũ Bá đời Xuân Thu.
Để ghi công của Chuyên Chư, Ngô vương Hạp Lư phong cho con trai ông làm thượng khanh.

## Nhận xét
Tư Mã Thiên sau này xếp Chuyên Chư vào một trong 5 thích khách được ông đưa vào chính sử, ông nhận xét: "Từ Tào Mạt đến Kinh Kha năm người, chí nguyện của họ thành hoặc không thành, nhưng lập ý rõ ràng, không trái với ý mình, danh tiếng để lại đời sau có phải vớ vẩn đâu!".

## Trong văn hóa
Phùng Mộng Long trong tác phẩm Đông Chu Liệt Quốc của ông đã mô tả lại câu chuyện của Chuyên Chư trong hồi 73: "Ngũ Viên giả dại hát giữa chợ - Chuyên Chư dâng cá giết Vương Liêu".
Trong truyện, Phùng Mộng Long còn nói tới chi tiết Chuyên Chư và Ngũ Tử Tư kết nghĩa làm anh em, chuyện Chuyên Chư hiếu thảo với mẹ, đồng thời tả kỹ hơn quá trình chuẩn bị gian khổ của Chuyên Chư để hành thích được Ngô vương Liêu. Theo đó, khi công tử Quang cho biết rằng Ngô vương chỉ có sở thích là ẩm thực, Chuyên Chư đã bỏ công đi học làm món chả cá, còn mẹ của Chuyên Chư vì muốn con dứt chuyện báo hiếu để trả ơn cho công tử Quang nên đã tự thắt cổ chết. Thanh chủy thủ mà công tử Quang giao cho Chuyên Chư để hành thích vốn cũng là một thanh kiếm quý có tên Ngư Trường (鱼肠), đây là một trong năm thanh kiếm báu mà Âu Dã Tử đã rèn cho vua nước Việt nhưng rồi được dâng cho Ngô vương.